# Leptotyphlops salgueiroi
Leptotyphlops salgueiroi este o specie de șerpi din genul Leptotyphlops, familia Leptotyphlopidae, descrisă de Amaral 1955. Conform Catalogue of Life specia Leptotyphlops salgueiroi nu are subspecii cunoscute.